# Lillehammer
Lillehammer es una pequeña ciudad y municipio del interior de Noruega. Es uno de los centros deportivos de invierno más conocidos de Noruega, y es famosa por haber albergado los Juegos Olímpicos de Invierno de 1994 y el Festival de la Canción de Eurovisión Junior 2004. Para el año 2025 cuenta con una población de 28 424 habitantes, siendo así la vigésimo quinta municipalidad más poblada del reino.
Es la capital administrativa y mayor ciudad de la provincia de Oppland, y el centro cultural del distrito tradicional del Gudbrandsdal.
En la ciudad se organiza el Festival Literario Noruego durante la primavera.

## Historia

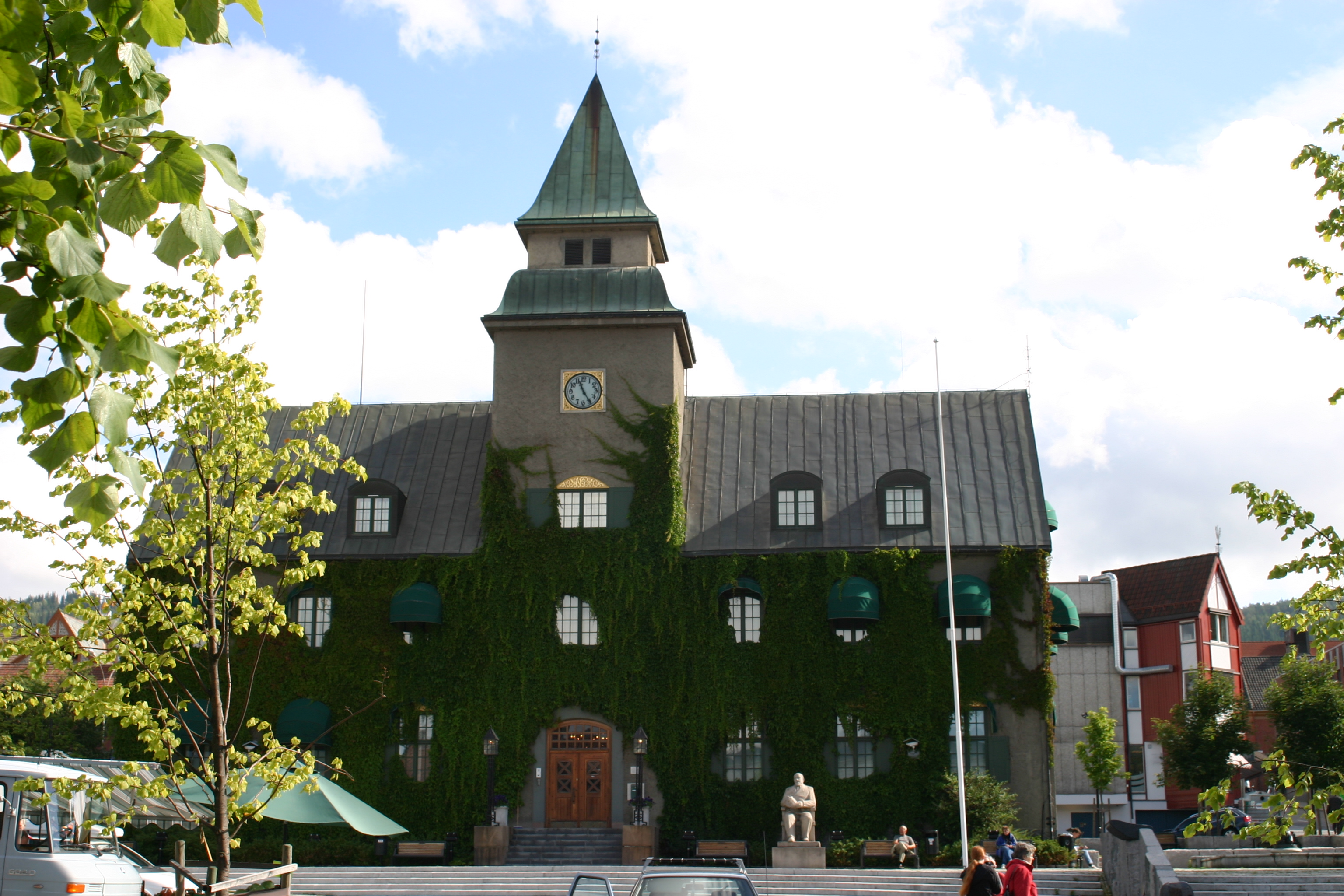
Banco de Noruega en Lillehammer

El área donde se asienta Lillehammer ha estado poblada desde la Edad del Hierro. En la Edad Media estuvo en el lugar la granja Hamar, que le dio nombre a la localidad que creció a su alrededor. Lillehammer fue un sitio comercial con su propia iglesia. El lugar es mencionado en la Saga de Haakon IV y una carta de 1390 señala que aquí se celebraba una asamblea (ting). Lillehammer era también un sitio de paso y descanso en la ruta hacia Trondheim.
El nombre proviene del nórdico antiguo hammar, que significa "colina rocosa", y pronto le fue agregado el adjetivo lille para distinguirla de otra granja cercana del mismo nombre, donde hoy se encuentra la ciudad de Hamar. De modo que el nombre "Lillehammer", significa "pequeña Hamar", o "pequeña colina rocosa".
Lillehammer obtuvo privilegios de pueblo comercial hasta el 7 de agosto de 1827, cuando contaba con tan solo 50 habitantes. La distinción sirvió para que la población creciera rápidamente, a expensas de los terrenos de la vieja granja. Lillehammer constituyó un municipio propio el 1 de enero de 1838 y en 1842 recibió el estatus de ciudad. El municipio rural de Fåberg fue integrado a Lillehammer el 1 de enero de 1964.
En 1973 tuvo lugar en esta ciudad el llamado Asunto de Lillehammer cuando los servicios secretos israelíes asesinaron por error a un ciudadano marroquí al confundirle con uno de los terroristas que planearon la Masacre de Múnich.
El 15 de septiembre de 1988, Lillehammer fue elegida para celebrar los Juegos Olímpicos de Invierno de 1994. Dado el alto grado de preocupación por el medio ambiente de sus ciudadanos, era peligroso que el impacto ambiental de un evento olímpico pudiese causar conflictos. Para evitar esto, el Ayuntamiento de Lillehammer y el Ministerio del Medio Ambiente determinaron que los Juegos Olímpicos de Lillehammer deberían de ser un "ejemplo de política ambiental". Los aspectos ambientales se enfatizaron durante todo el proceso de la planificación y de los proyectos. Los principales temas fueron: la planificación municipal en Lillehammer, el análisis urbano, el análisis del paisaje, la planificación de áreas respetuosas con el medio ambiente, los aspectos arquitectónicos y estéticos, y el plan contra el ruido y la contaminación del aire.
Por decisión del COI, los Juegos Olímpicos de Invierno se celebrarían en 1994, a fin de evitar la coincidencia, en un mismo año, de la olimpiada de verano con la de invierno.
En el 2004 se organizó en esa ciudad, el segundo Festival de Eurovisión Infantil.

## Geografía
Lillehammer está situada a 180 km al norte de la capital del reino. De Oslo a Lillehammer se tarda unas dos horas en coche o en tren. Desde allí, en una longitud de 120 km, se extiende hacia el norte el lago Mjøsa, el más grande del país, en cuyas riberas abundan los campos de cultivo. Hacia el extremo septentrional del lago, las laderas de los montes van aumentando su desnivel y las cumbres nevadas se van acercando. Allí, a la entrada de un gran valle (Gudbrandsdal), está situada Lillehammer, a una altitud de 120 m snm.
A lo largo de su calle Mayor, se agrupan casas de madera del siglo XIX. Desde el centro urbano parten caminos y senderos que llegan hasta el monte pelado, a unos mil metros sobre el fondo del valle, escenario impresionante para el excursionismo en verano e invierno. En la estación estival, por los montañas que rodean la villa, todavía sigue habiendo pequeñas granjas en explotación, y la pesca abunda en los ríos y los lagos y lagunas de montaña. En invierno se acondicionan 200 kilómetros de pistas de esquí. En las cercanas laderas cubiertas de bosques, moran el alce, el reno, la liebre y el zorro.

## Clima

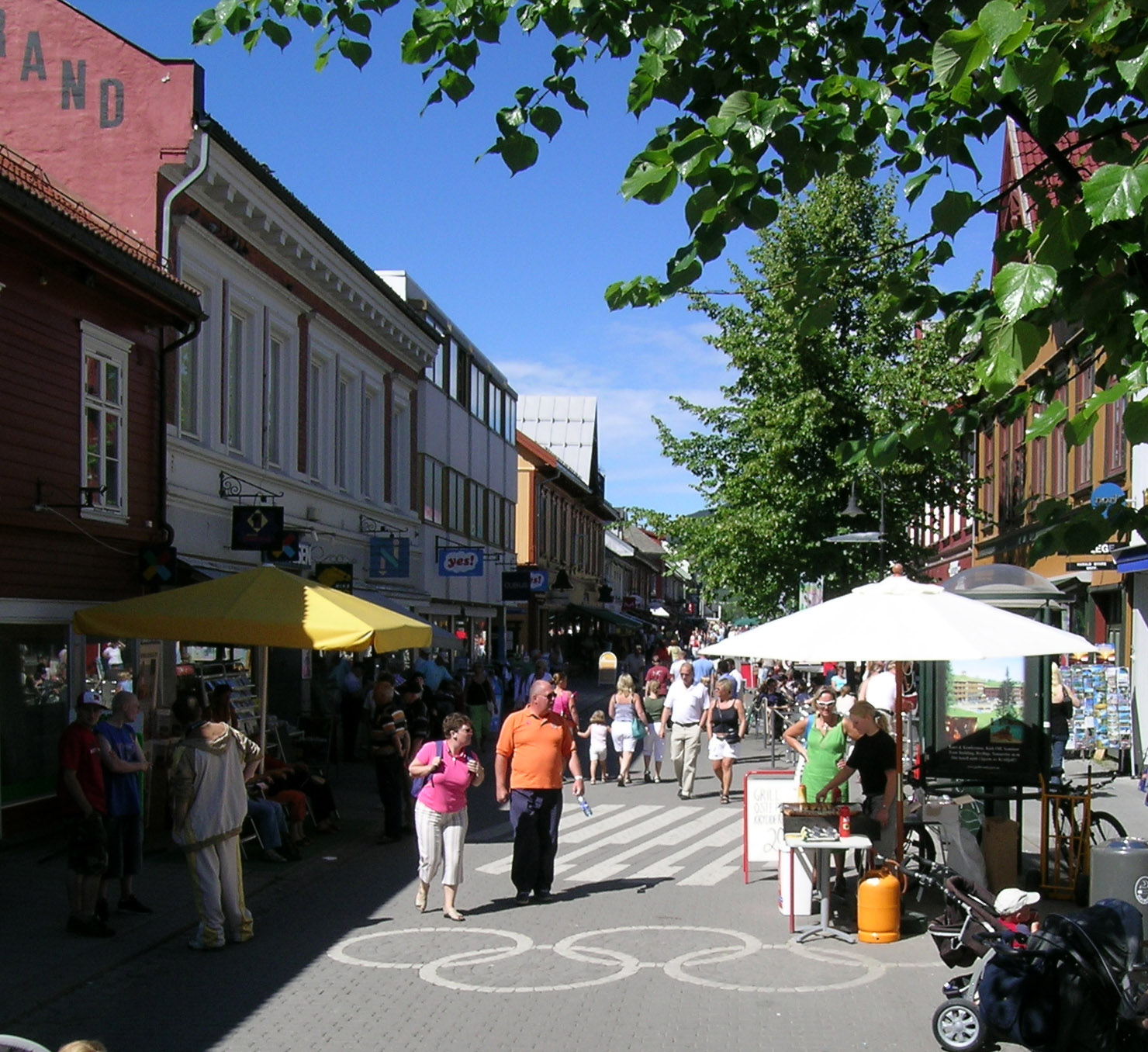
Storgata (Calle Mayor) en verano.

Al ser una ciudad de interior, Lillehammer experimenta mayores fluctuaciones de temperaturas a lo largo del año que la mayoría de las ciudades noruegas, que se localizan en la costa. Los veranos son frescos y los inviernos muy fríos. En invierno, Lillehammer es una de las ciudades más frías de Noruega, con temperaturas promedio más bajas que las registradas en ciudades mucho más al norte, como Bodø o incluso Tromsø. El mes más caluroso es julio con una media de 15.9 °C y el más frío enero, cuando las temperaturas más bajas promedian -6.5 °C.
Hay precipitaciones moderadas a lo largo de todo el año, aunque los niveles máximos llegan en verano y otoño. El mes más lluvioso es agosto, mientras que el menos lluvioso es febrero. Las bajas temperaturas hacen que la nieve perdure todo el invierno y se derrita rápidamente a partir de abril.
| Parámetros climáticos promedio de Lillehammer (1995-2013) | Parámetros climáticos promedio de Lillehammer (1995-2013) | Parámetros climáticos promedio de Lillehammer (1995-2013) | Parámetros climáticos promedio de Lillehammer (1995-2013) | Parámetros climáticos promedio de Lillehammer (1995-2013) | Parámetros climáticos promedio de Lillehammer (1995-2013) | Parámetros climáticos promedio de Lillehammer (1995-2013) | Parámetros climáticos promedio de Lillehammer (1995-2013) | Parámetros climáticos promedio de Lillehammer (1995-2013) | Parámetros climáticos promedio de Lillehammer (1995-2013) | Parámetros climáticos promedio de Lillehammer (1995-2013) | Parámetros climáticos promedio de Lillehammer (1995-2013) | Parámetros climáticos promedio de Lillehammer (1995-2013) | Parámetros climáticos promedio de Lillehammer (1995-2013) |
| Mes                                                       | Ene.                                                      | Feb.                                                      | Mar.                                                      | Abr.                                                      | May.                                                      | Jun.                                                      | Jul.                                                      | Ago.                                                      | Sep.                                                      | Oct.                                                      | Nov.                                                      | Dic.                                                      | Anual                                                     |
| --------------------------------------------------------- | --------------------------------------------------------- | --------------------------------------------------------- | --------------------------------------------------------- | --------------------------------------------------------- | --------------------------------------------------------- | --------------------------------------------------------- | --------------------------------------------------------- | --------------------------------------------------------- | --------------------------------------------------------- | --------------------------------------------------------- | --------------------------------------------------------- | --------------------------------------------------------- | --------------------------------------------------------- |
| Temp. máx. abs. (°C)                                      | 8.7                                                       | 11.0                                                      | 16.0                                                      | 21.6                                                      | 27.9                                                      | 30.7                                                      | 31.1                                                      | 30.2                                                      | 26.4                                                      | 18.3                                                      | 12.4                                                      | 11.7                                                      | 31.1                                                      |
| Temp. máx. media (°C)                                     | -3.2                                                      | -2.0                                                      | 3.5                                                       | 9.5                                                       | 15.0                                                      | 19.3                                                      | 21.5                                                      | 20.2                                                      | 15.1                                                      | 7.2                                                       | 1.6                                                       | -2.6                                                      | 8.8                                                       |
| Temp. media (°C)                                          | -6.5                                                      | -6.0                                                      | -1.7                                                      | 3.9                                                       | 9.2                                                       | 13.6                                                      | 15.9                                                      | 14.6                                                      | 10.0                                                      | 4.1                                                       | -1.2                                                      | -5.8                                                      | 4.2                                                       |
| Temp. mín. media (°C)                                     | -9.1                                                      | -8.9                                                      | -5.3                                                      | 0.1                                                       | 4.2                                                       | 8.7                                                       | 11.2                                                      | 10.3                                                      | 6.4                                                       | 1.1                                                       | -3.0                                                      | -8.2                                                      | 0.6                                                       |
| Temp. mín. abs. (°C)                                      | -26.2                                                     | -23.2                                                     | -20.4                                                     | -9.7                                                      | -4.2                                                      | 1.2                                                       | 3.8                                                       | 2.3                                                       | -2.1                                                      | -11.2                                                     | -18.8                                                     | -22.9                                                     | -26.2                                                     |
| Precipitación total (mm)                                  | 52                                                        | 34                                                        | 39                                                        | 44                                                        | 67                                                        | 71                                                        | 87                                                        | 100                                                       | 60                                                        | 81                                                        | 86                                                        | 54                                                        | 775                                                       |
| Días de precipitaciones (≥ 1 mm)                          | 9                                                         | 7                                                         | 7                                                         | 8                                                         | 9                                                         | 11                                                        | 12                                                        | 13                                                        | 9                                                         | 10                                                        | 11                                                        | 9                                                         | 115                                                       |
| Humedad relativa (%)                                      | 85                                                        | 81                                                        | 72                                                        | 69                                                        | 64                                                        | 65                                                        | 71                                                        | 76                                                        | 79                                                        | 83                                                        | 87                                                        | 85                                                        | 76.4                                                      |
| Fuente: Norwegian Meteorological Institute - eKlima       |                                                           |                                                           |                                                           |                                                           |                                                           |                                                           |                                                           |                                                           |                                                           |                                                           |                                                           |                                                           |                                                           |

## Educación y cultura

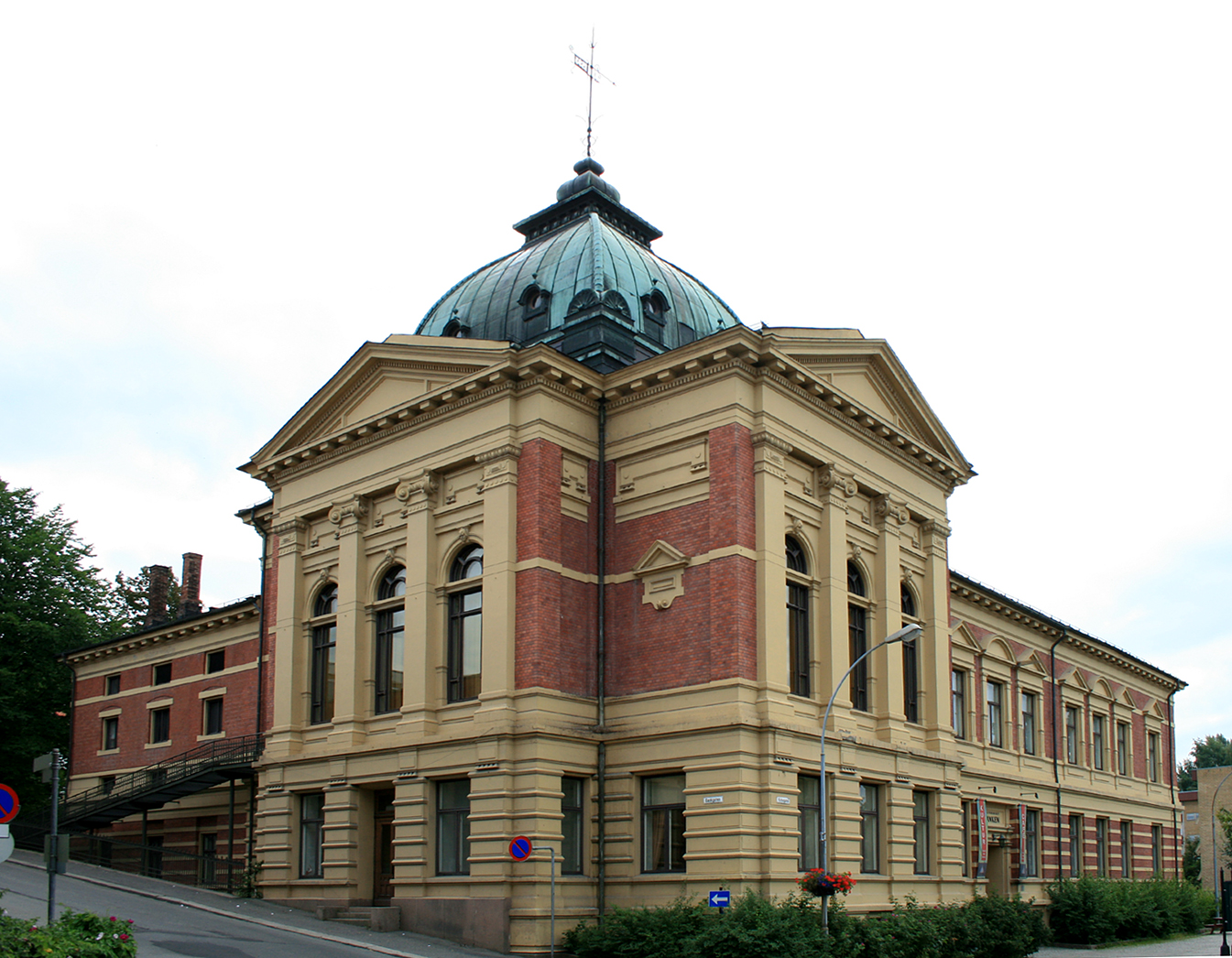
Casa de la cultura de Lillehammer.

Lillehammer tiene tres escuelas de bachillerato públicas y dos privadas. Asimismo hay tres institutos de enseñanza superior, todos públicos.
El Colegio Universitario de Lillehammer es la principal institución educativa de la provincia. Fue fundado en 1971 como el Colegio de Oppland. Ofrece estudios de grado y posgrado en administración, turismo, organización y management, ciencias sociales y humanidades, trabajo social y televisión y cine. De este colegio depende la Escuela Noruega de Cine.
También hay una universidad popular, la Escuela Nansen —nombrada en honor del explorador Fridtjof Nansen—, también llamada la Academia Humanística Noruega. El tercer instituto de enseñanza superior es la Escuela de Ingenieros Militares.
Hay tres festivales anuales. El Festival de Literatura Noruega Sigrid Undset, que tiene lugar en mayo, es el más importante, pues es el mayor festival literario de todos los países nórdicos. El festival DølaJazz, celebrado desde 1977, el cuarto mayor festival de jazz noruego, y tiene lugar el mes de septiembre en el Blue Note Jazz Club. Finalmente, el festival Amandus es un importante evento consagrado a la industria del cine para niños y jóvenes, que incluye un concurso de jóvenes directores noruegos.Acogió el Festival de Eurovision Junior 2004.

## Museos

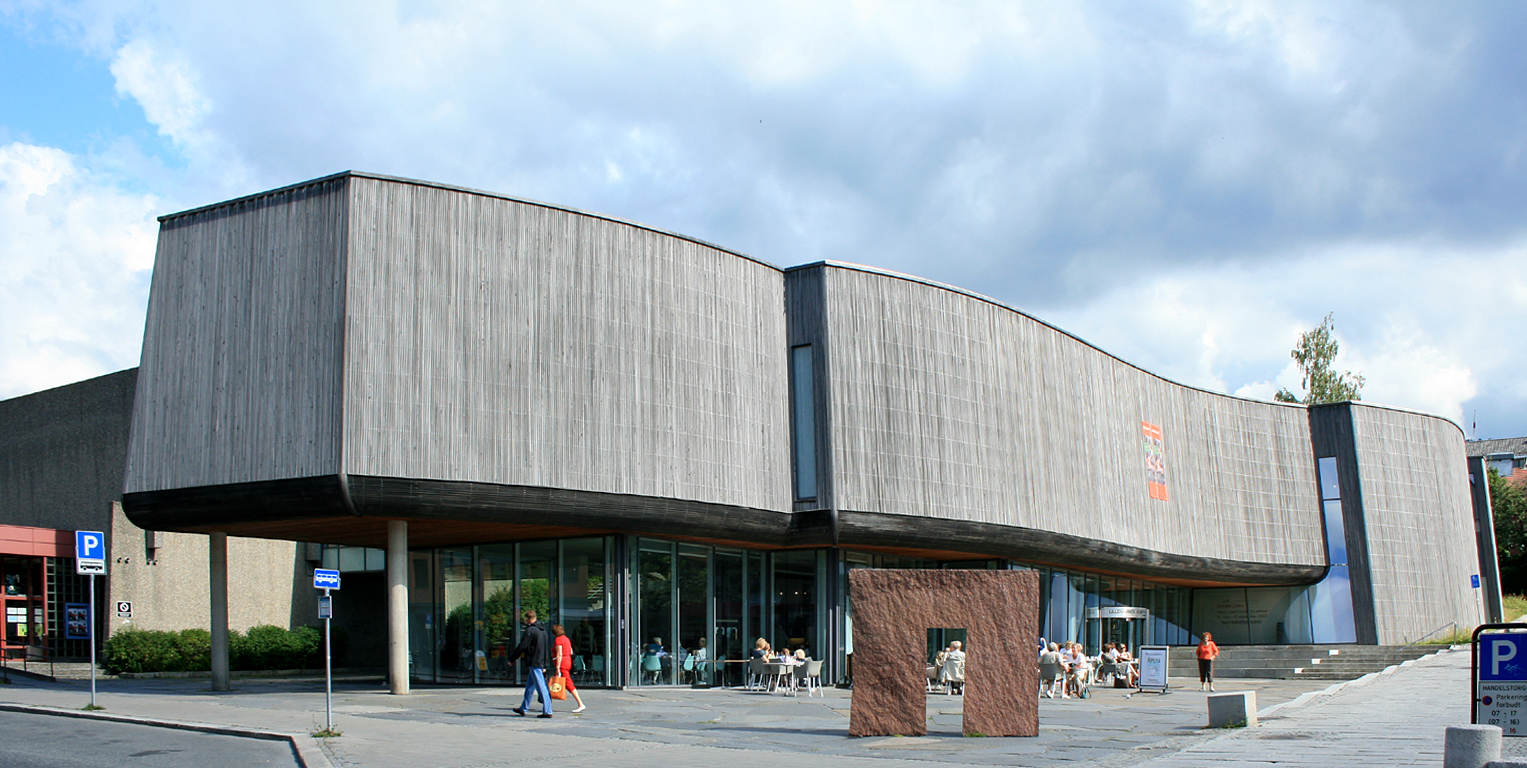
Museo de Arte de Lillehammer.

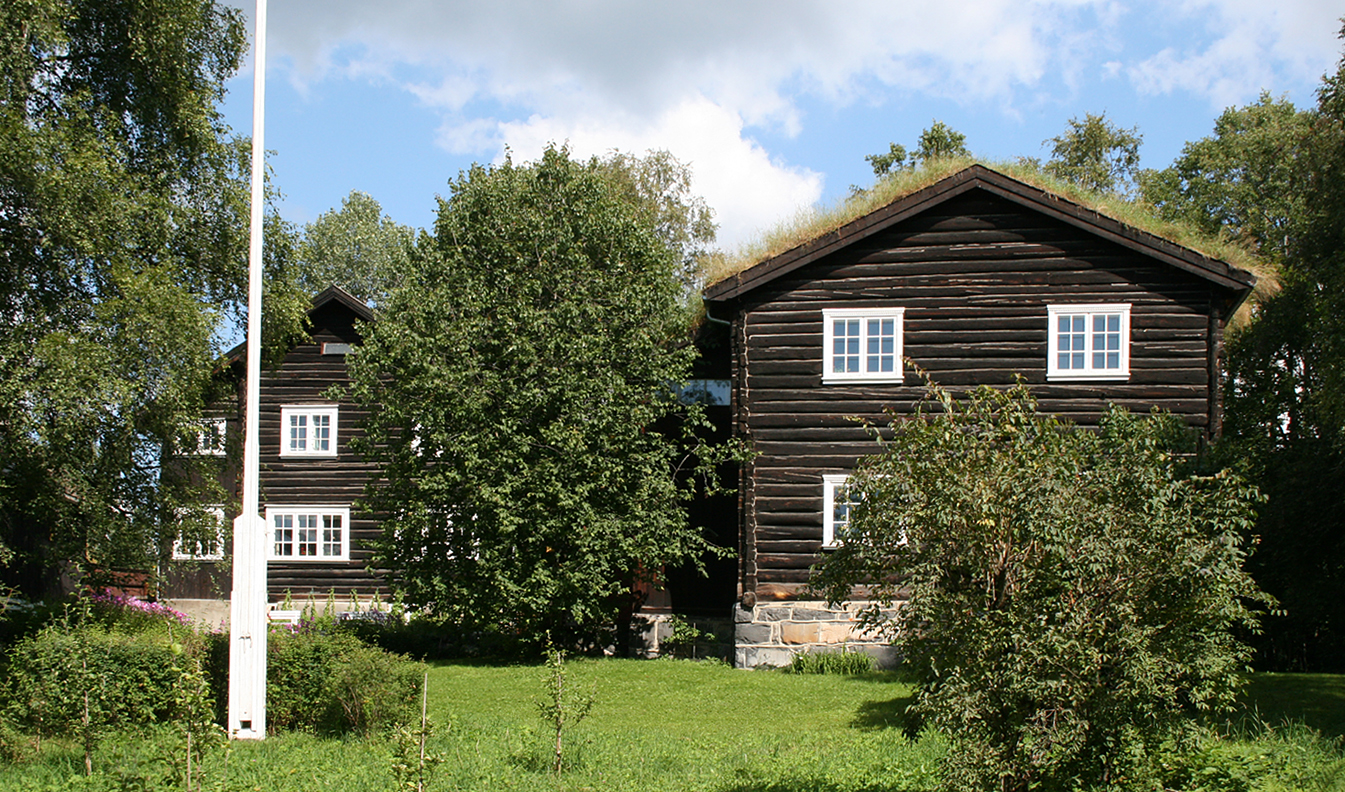
Casa de Sigrid Undset.

El Museo Maihaugen es el museo al aire libre más grande de Noruega. Su atractivo son las casas y otros edificios antiguos transportados hasta aquí desde varias localidades rurales del valle del Gudbrandsdal, y que representan un importante testimonio de la cultura de la región. También hay una stavkirke de madera del siglo XII.
Al Museo Maihaugen también pertenece la casa Bjerkebæk, que fue la residencia de la escritora Sigrid Undset, premio Nobel de Literatura 1928, así como el Museo Postal.
El Museo Olímpico Noruego, en el estadio multiusos Håkons Hall, es único en su tipo en Noruega al exhibir la historia de los juegos olímpicos desde sus inicios en la Antigüedad hasta la actualidad, incluyendo tanto los juegos de invierno como de verano, con una sección especial sobre la Olimpiada de Lillehammer 1994.
El Museo de Arte de Lillehammer es una institución privada establecida en 1994 que posee una vasta colección de arte de los siglos XIX y XX, entre las que se incluyen pinturas de Johan Christian Dahl, Hans Gude, Adolph Tidemand, Erik Werenskiold, Eilif Peterssen, Christian Krohg, Frits Thaulow, Edvard Munch, Kristen Holbø, Thorvald Erichsen y Lars Jorde.
El Museo Noruego de Vehículos Históricos, en el centro de Lillehammer da testimonio de la historia de los automóviles en Noruega, exhibiendo varios ejemplares antiguos, entre los que se encuentra el Troll.

## Deporte

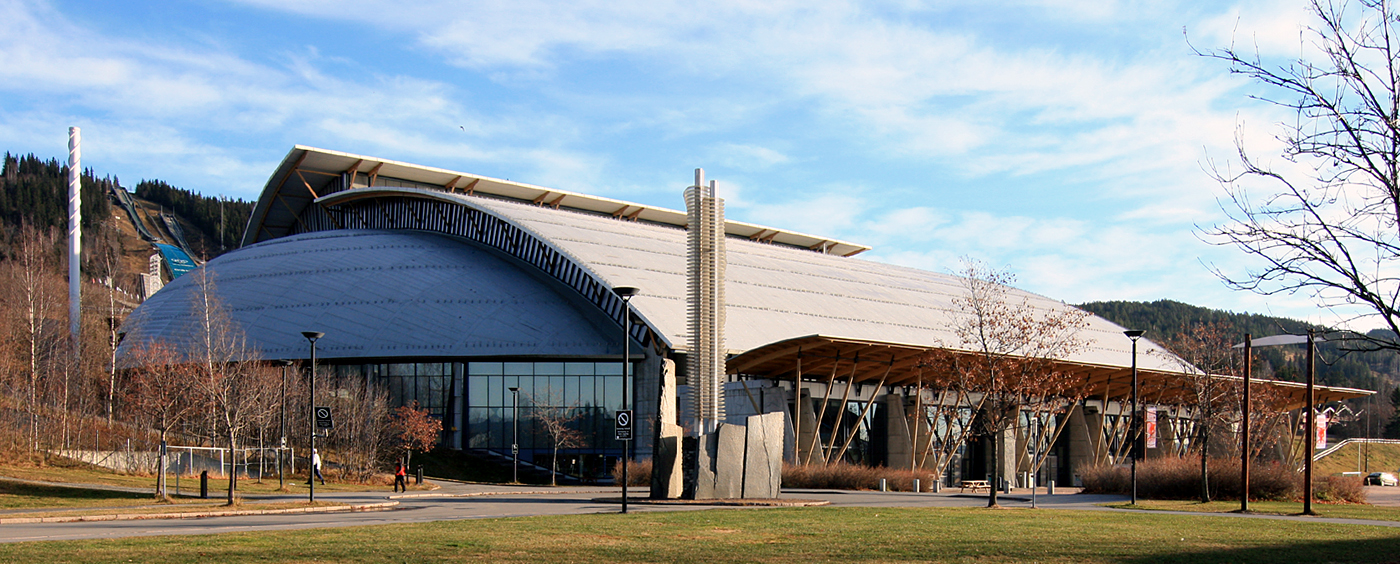
El Håkons Hall.

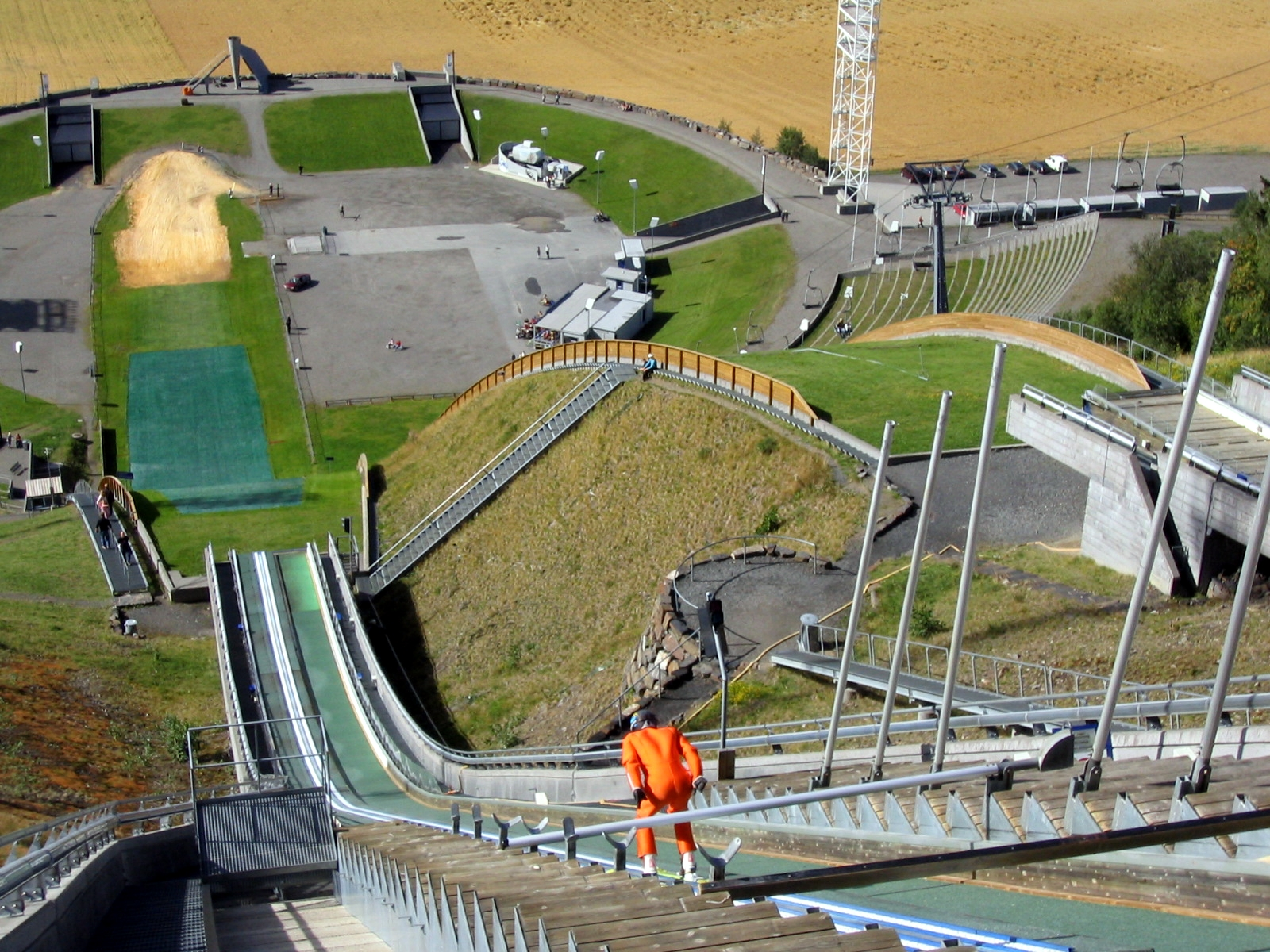
Plataformas de salto de esquí de Lysgårdsbakken.

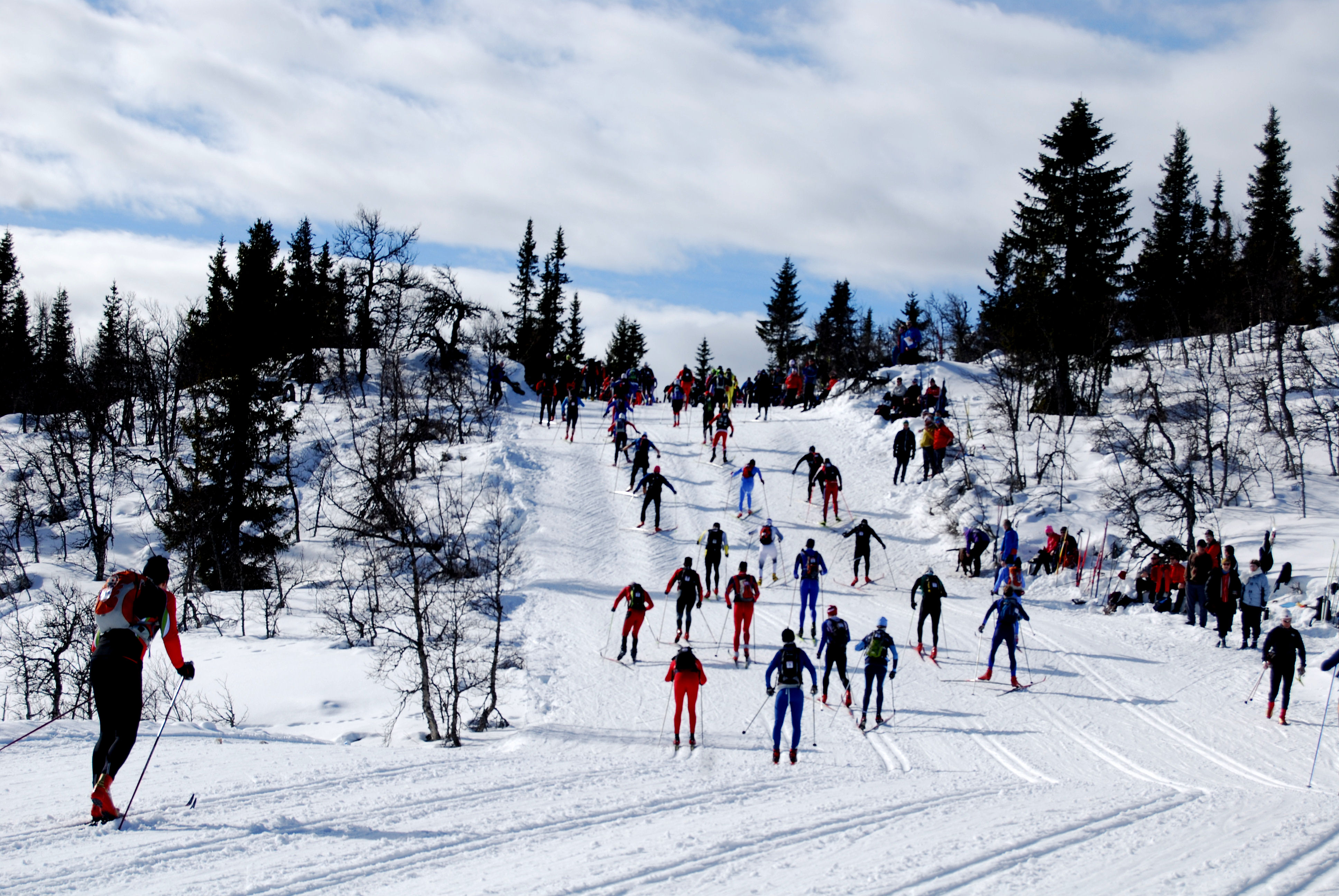
La Carrera Birkebeiner.

Conocida internacionalmente como una ciudad deportiva, Lillehammer cuenta con varias y modernas instalaciones, con especial énfasis en los deportes de invierno. Cerca de la ciudad hay dos estaciones de esquí alpino, Hafjell, en el municipio de Øyer, y Kvitfjell, en Ringebu.
Lillehammer fue la sede de los Juegos Olímpicos de Invierno de 1994. El principal complejo deportivo de la ciudad es el Parque Olímpico de Lillehammer (Lillehammer Olympiapark), que incluye la Estación de Esquí Birkebeiner (Birkebeineren Skistadion), dedicada a la práctica de esquí de fondo y biatlón; el Håkons Hall, un complejo multideportivo para el hockey sobre hielo y el balonmano; la Pista Olímpica de Hunderfossen, para competencias de bobsleigh, luge y skeleton; la Estación de Esquí Acrobático, y las Plataformas de Salto de Lysgårdsbakken.
El Club de Esquí de Lillehammer fue fundado en 1883 y es uno de los más antiguos de Noruega, lo que hace referencia a la tradición de los deportes invernales en la ciudad.
Otro club deportivo importante es el Lillehammer Ishockeyklubb, más conocido como Lillehammer IK, un club de hockey sobre hielo que participa en la GET-ligaen, la liga de élite noruega de ese deporte. Su sede es el Kristin Hall.
El club de fútbol de la ciudad es el Lillehammer FK, que juega en la tercera división noruega y tiene su sede en el estadio multiusos Stampesletta.
La Carrera Birkebeiner (Birkebeinerrennet) es el evento deportivo más famoso de la ciudad. Es un maratón internacional de esquí de fondo de 54 km con punto de salida en Rena (Åmot) y meta en Lillehammer. Se celebra anualmente desde 1932 en recuerdo de un trayecto similar realizado en 1206 por dos soldados birkebeiner (una facción política durante la era de las guerras civiles noruegas) que transportaban al rey niño Haakon IV para ponerlo a salvo de sus enemigos. Todos los competidores deben llevar un bulto de 3,5 kg, simbolizando el peso del rey.
Derivada de esta carrera han surgido otras especializadas en otros deportes. La Carrera Birkebeiner de Ciclismo (Birkebeinerrittet) se celebra cada verano desde 1993, y comprende un trayecto de 94 km desde Rena hasta Lillehammer. La Carrera Birkebeiner a Campo Traviesa (Birkebeinerløpet) tiene lugar a principios de otoño desde 1999; es un maratón de atletismo que se corre de Sjusjøen (Ringsaker) al Håkons Hall.
| Predecesor: Albertville | Ciudad Olímpica 1994 | Sucesor: Nagano  |
| Predecesor: Innsbruck   | Ciudad Olímpica 2016 | Sucesor: Lausana |

## Economía
Tradicionalmente el comercio ha sido una actividad destacada para Lillehammer. La presencia de la ciudad en el norte del lago Mjøsa (que por sí mismo comunica a una vasta zona de la región de Østlandet) y a la entrada del Gudbrandsdal, que es desde tiempos inmemoriales una ruta de comunicación entre Trondheim, Østlandet y el sur de Noruega.

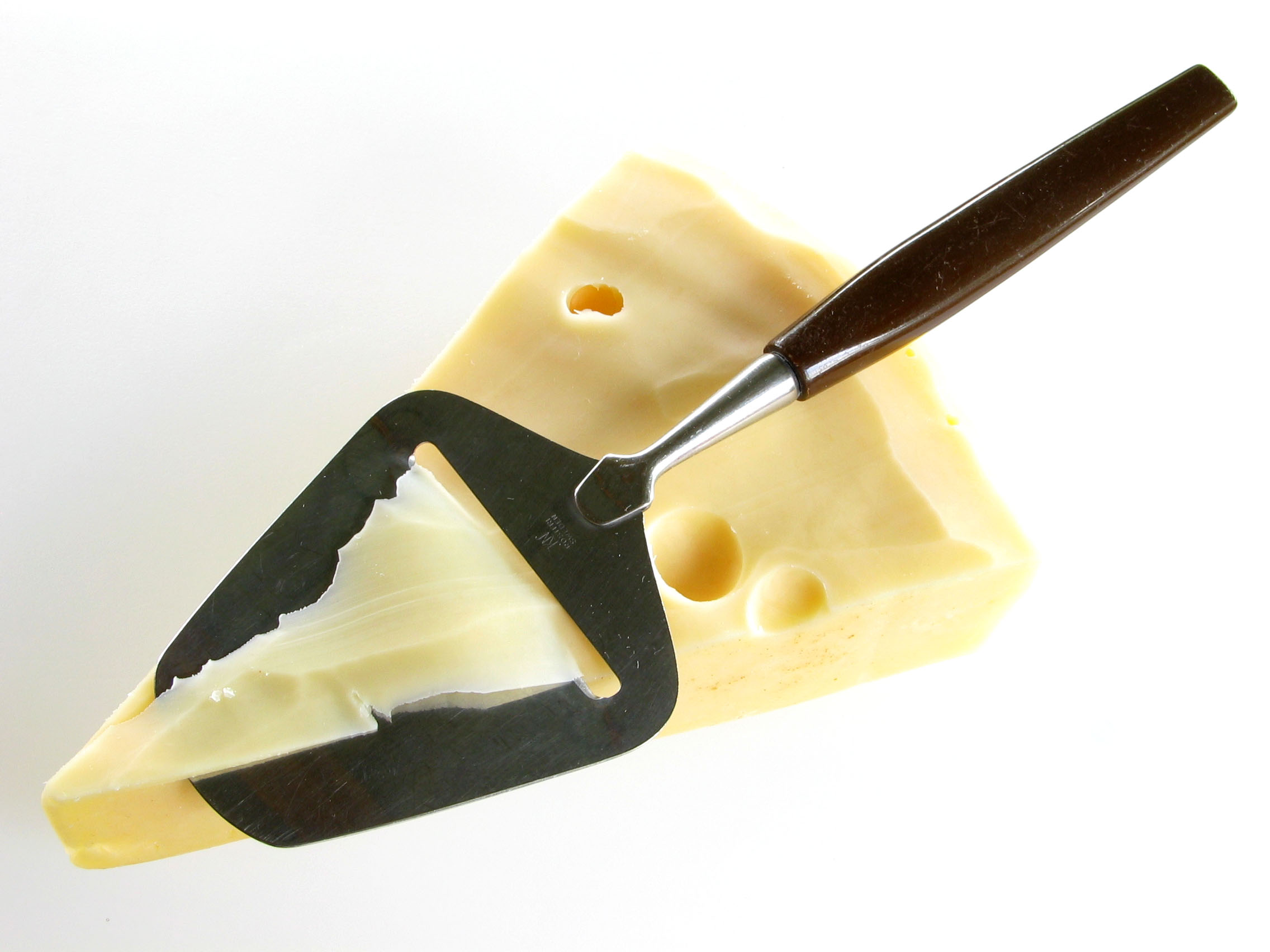
Rebanador de queso, un producto inventado en Lillehammer.

La zona donde se ubica el municipio es una zona privilegiada para las actividades primarias: pesca, ganadería, agricultura y silvicultura. En las zonas llanas del sur se cultivan cereales, mientras que en las colinas del norte dominan el cultivo de pasturas y la ganadería. En varias granjas se practica además la silvicultura. Poco más de 1 000 personas se dedican a actividades primarias. 
Lillehammer no es una gran zona industrial, pero se puede mencionar la confección de tejidos de lana, la industria de productos para el esquí, la producción de trineos, equipo para la extracción de madera, sillas de ruedas, y rebanadores de queso, este último un invento surgido en Lillehammer. Todos estos productos se exportan. Hay también empresas procesadoras de alimentos, al más importante Terina, una subsidiaria de Nortura.
La fuerte actividad deportiva, la presencia de dos estaciones de esquí en las cercanías, el complejo deportivo olímpico, y los parques de diversiones a escasos kilómetros de la ciudad hacen del turismo una actividad destacada.

## Transporte

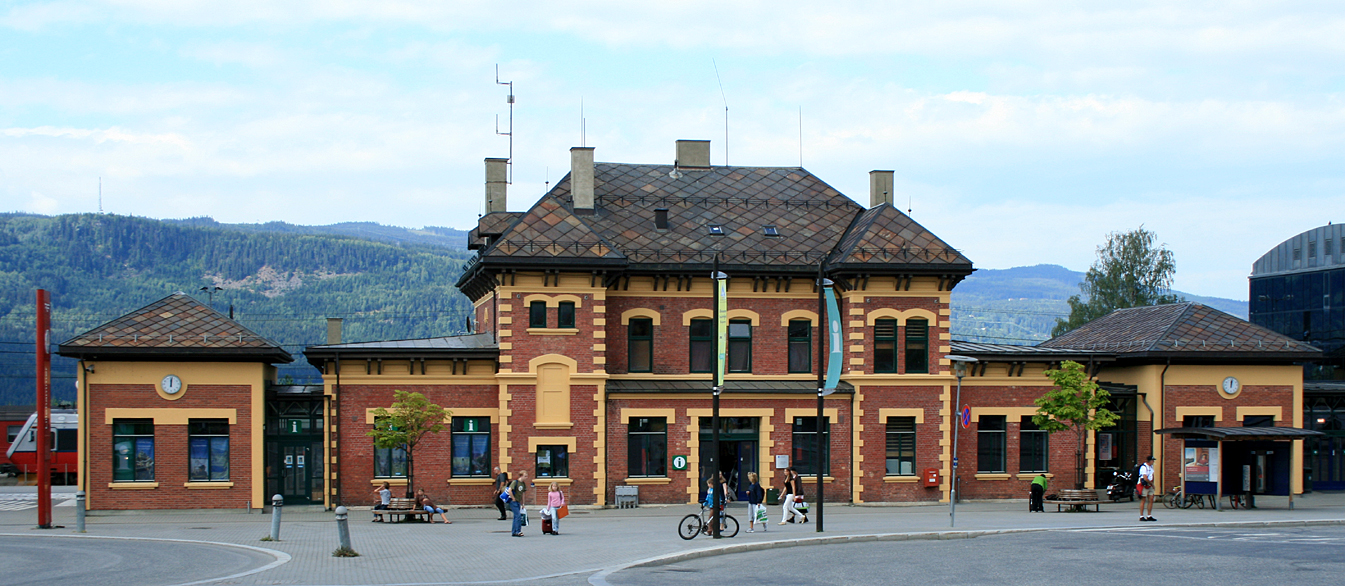
Estación de ferrocarril de Lillehammer, inaugurada en 1894.

Lillehammer se encuentra en la ruta de la Dovrebanen (Línea de Dovre), el ferrocarril que corre diariamente de Trondheim a Hamar y Oslo. 
La ruta europea E6 es la principal carretera que sirve a la ciudad, donde corre paralela al ferrocarril. A través de ella se comunica con Trondheim por el norte y con Hamar y Oslo por el sur; también con los municipios vecinos de Øyer, Ringebu, Gjøvik y Ringsaker, y con el aeropuerto de Oslo-Gardermoen, el aeropuerto más cercano, a poco más de 2 h de camino en automóvil.
Anteriormente había un servicio de pasajeros por vía acuática a través del lago Mjøsa que comunicaba Lillehammer, Gjøvik, Hamar y Minnesund (Eidsvoll). Actualmente se sigue dando ese servicio con fines turísticos durante el verano, por medio de un decimonónico vapor de ruedas llamado Skibladner, el cual está protegido como herencia cultural por el gobierno de Noruega.

## Cultura Popular
La serie original de Netflix, Lilyhammer tiene lugar en Lillehammer. Protagonizada por Steven Van Zandt, narra la historia de Frank "The Fixer" Tagliano, un gánster de Nueva York que decide empezar una nueva vida en Lillehammer tras testificar en un juicio.

## Gobierno y política
| Período         | Nombre                         |
| --------------- | ------------------------------ |
| 1964-1975       | Magne Henriksen (Ap)           |
| 1976-1981       | Knut Korsæth (Ap)              |
| 1982-1987       | Arild Bakken (Ap)              |
| 1987-1999       | Audun Tron (Ap)                |
| 1999-2011       | Synnøve Brenden Klemetrud (Ap) |
| 2012-2023       | Espen Johnsen (Ap)             |
| 2023-actualidad | Hans Olav Sundfør              |

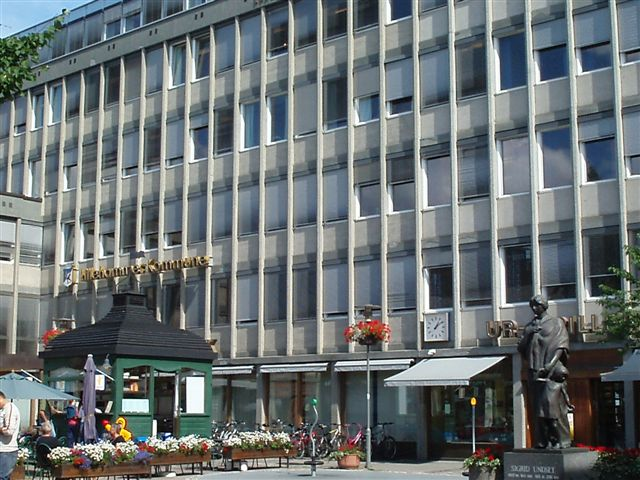
Ayuntamiento de Lillehammer.

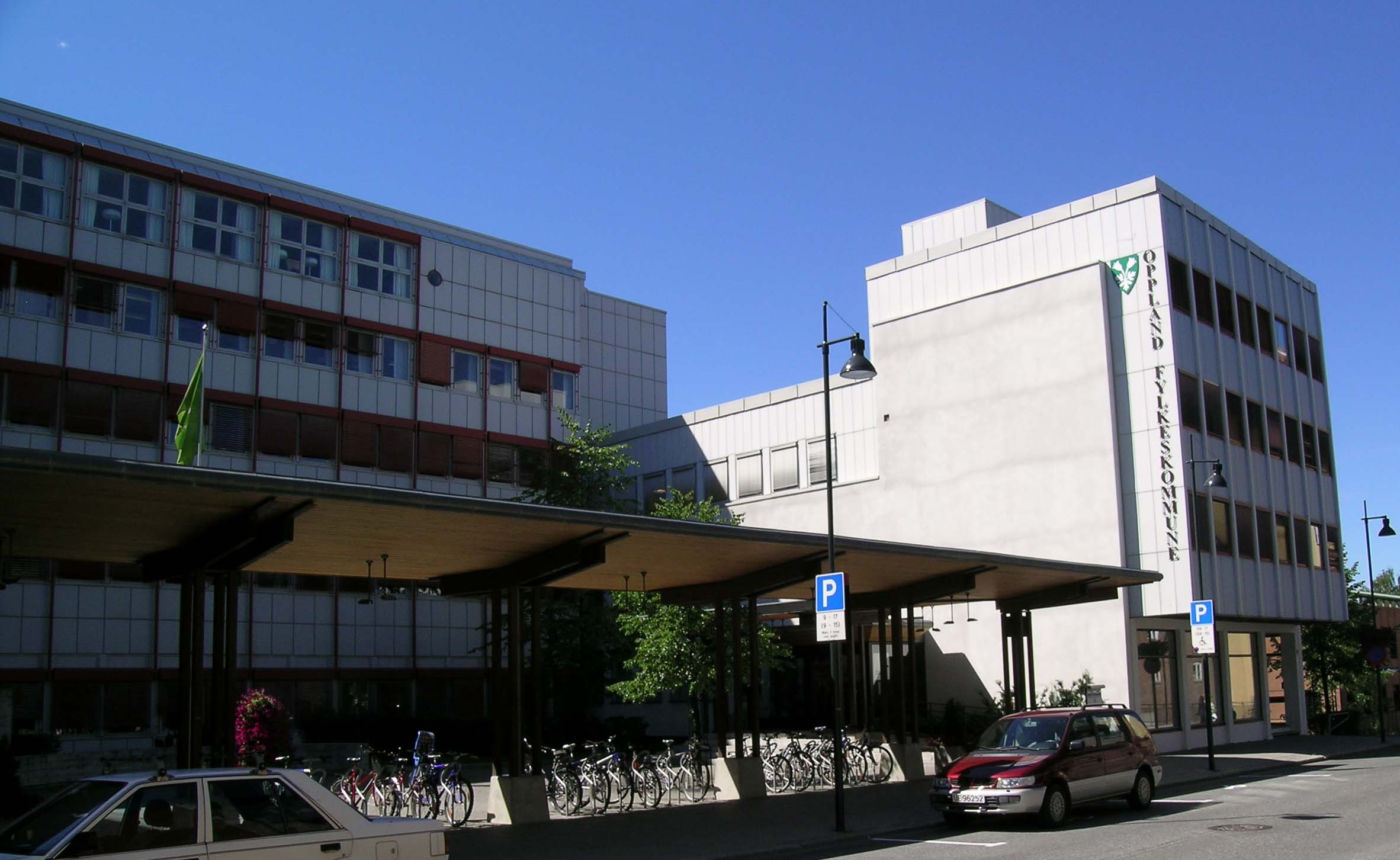
Edificio de la Asamblea Provincial de Oppland.

El municipio de Lillehammer es gobernado por un Concejo Municipal integrado por 47 miembros, siendo el mayor de la provincia de Oppland. Los concejales pertenecen a 10 partidos políticos diferentes. En la elección de 2007, el Partido Laborista (Ap) obtuvo la mayoría relativa con 19 concejales, mientras que la segunda fuerza política fue el Partido del Progreso (FrP) con 6. La presidenta municipal es la laborista Synnøve Brenden Klemetrud, quien ha estado en el cargo desde 1999. La vicepresidenta es la socialista Berit Bolton Arnesen.
El gobierno de Lillehammer ha estado dominado por el Partido Laborista durante más de 70 años. 
En 2023, el Partido Laborista perdió el Gobierno de Lillehammer por primera vez al no ser capaces de sumar mayoría de representantes. 
Lillehammer es también la capital de Oppland y por ello en la ciudad se encuentran las oficinas de la Asamblea Provincial de Oppland, un cuerpo representativo que se encarga de la administración de algunos aspectos a nivel provincial, como las escuelas secundarias, las vialidades, la cultura, el transporte público y el servicio dental.
| Partido                            | Concejales |
| ---------------------------------- | ---------- |
| Partido Laborista                  | 12         |
| Partido del Progreso               | 2          |
| Partido Conservador                | 10         |
| Partido de la Izquierda Socialista | 3          |
| Partido Verde                      | 2          |
| Rødt                               | 2          |
| Venstre                            | 2          |
| Industri- og Næringspartiet        | 1          |
| Partido de Centro                  | 2          |
| Partido Demócrata Cristiano        | 1          |
| Partido de los Pensionistas        | 2          |
| Total                              | 39         |